# Aleksandr Nedovjesov
Aleksandr Sergejevitj Nedovjesov (russisk: Александр Сергеевич Недовесов; født 15. februar 1987 i Alusjta, Krim, Ukrainske SSR, Sovjetunionen) er en professionel tennisspiller fra Kasakhstan, som fra 2004 til 2013 repræsenterede Ukraine.